# Удобная выборка
Удобная выборка — один из видов вероятностной выборки, представляет собой результат отбора образцов из генеральной совокупности, при котором процедура выборки соответствует общим требованиям проведения исследования, при этом не предъявляя требования к репрезентативности выборки и оценки вероятности. Как правило критерии выборки определяются исходя из удобства проведения процедуры выборки
С помощью такой выборки нельзя научно сделать обобщение, потому что свойства такой выборки не отражают свойства генеральной совокупности.
Например, если опрос проводится в торговом центре ранним утром только один день, то его результаты не представляют мнения других членов общества, как это было бы если бы опрос проводился в разное время суток и несколько раз в неделю. Этот тип выборки является наиболее полезным для пробного тестирования.